# Rijmpiet
Rijmpiet is een televisiepersonage voornamelijk gespeeld door acteur Hugo Haenen, die te zien was in verscheidene Sinterklaasprogramma's. In 2005 was de vertolker Jeroen van Koningsbrugge. Na de Intocht van Sinterklaas in 1997, was Haenen tussen 1999 en 2002 ook te zien bij het theatrale popconcert Het Feest van Sinterklaas. Het personage is gebaseerd op de mythe van Zwarte Piet, deel van het Sinterklaasfeest.

## Rol bijHet Feest van Sinterklaas
Tijdens Het Feest van Sinterklaas praatte de dichtende knecht van de goedheiligman de verschillende programmaonderdelen aan elkaar door ze van een rijmende intro te voorzien. Als bijvoorbeeld Bassie en Adriaan zouden optreden, zou de Rijmpiet het muzikale duo met bijvoorbeeld het volgende tekstje kunnen aankondigen:
het volgende duo kennen wij allemaal

zouden zij ook maar één keer niet kunnen komen

dan is dat voor de Sint een flinke baal

en nu, zoals zij ons jaarlijks komen bezoeken

in deze wel heel enorme Ahoy'ze zaal

kondig ik ze maar weer eens aan met flink kabaal

trots en wel zeker zonder kattekwaad

de één is een clown, en de ander acrobaat